# The Argus (Melbourne)
Pour l’article homonyme, voir The Argus.

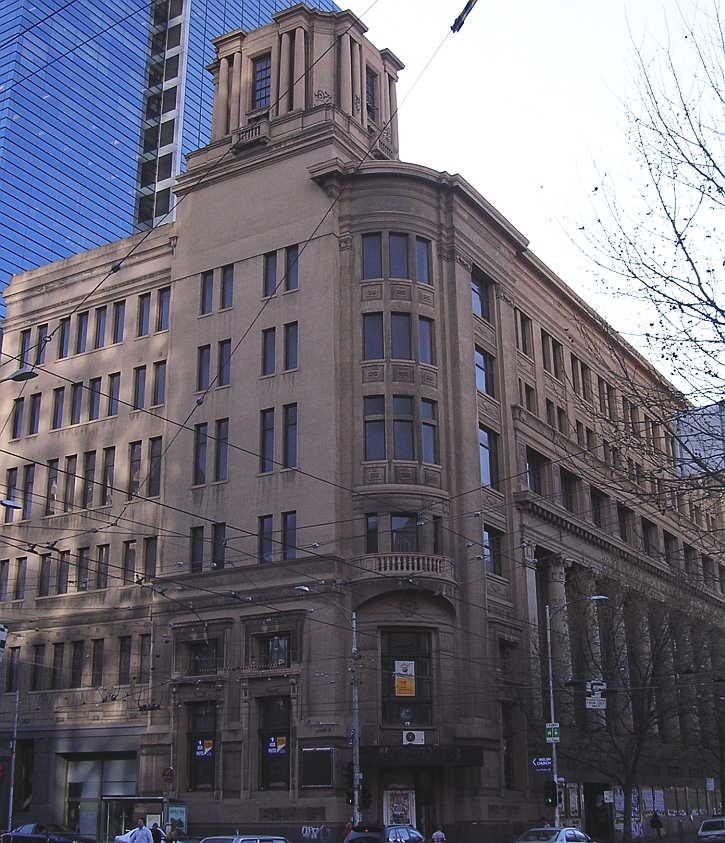
The Argus Building, inauguré en 1926 sur La Trobe Street, a été conçu par Godfrey & Spowers.

The Argus était un quotidien australien du matin publié à Melbourne du 2 juin 1846 au 19 janvier 1957. Il était considéré comme le journal de référence généraliste australien pour cette période. Généralement connu comme journal conservateur pendant la majeure partie de son histoire, il a adopté une approche orientée à gauche à partir de 1949. Le principal concurrent de The Argus était le journal à l'esprit plus libéral de David Syme, The Age.

## Histoire
Le journal appartenait à l'origine à William Kerr, qui était également secrétaire municipal de Melbourne de 1851 à 1856 et avait été journaliste à la Sydney Gazette avant de s'installer à Melbourne en 1839 pour travailler au journal de John Pascoe Fawkner, le Port Phillip Patriot.
La première édition a été publiée le 2 juin 1846. Le journal devint rapidement connu pour ses insultes calomnieuses et ses sarcasmes, et en 1853, après avoir perdu une série de procès en diffamation, Kerr fut contraint de vendre la propriété du journal pour éviter la ruine financière. L'article a ensuite été publié par Edward Wilson . En 1855, il avait un tirage quotidien de 13 000 exemplaires.
En octobre 1881, une édition de l'après-midi fut lancée, l' Evening Mail, éditée par Henry Short, mais ce fut un échec et cessa de paraître en août 1882 . En 1883, le rédacteur en chef et propriétaire du journal Richard Twopeny (1857-1919) considérait The Argus comme « le meilleur quotidien publié en dehors de l'Angleterre » . Le journal devient le partenaire stable de l'hebdomadaire The Australasian, devenu l' Australasian Post en 1946.
Pendant la Grande Dépression, en 1933, a été lancé le Melbourne Evening Star en concurrence avec le journal The Herald du Herald and Weekly Times Ltd, mais mit fin à l'entreprise en 1936 en raison de mauvais chiffres de diffusion.
Les activités de presse de l'entreprise ont subi de graves pertes financières à partir de 1939, qui se sont poursuivies tout au long des années 1940 et 1950 en raison de la crise économique, de l'augmentation des coûts du papier journal et de la concurrence acharnée pour la diffusion des journaux à Melbourne.
En juin 1949, The Argus a été racheté par le groupe de presse londonienDaily Mirror et, le 28 juillet 1952, il devient le premier journal au monde à publier des photographies en couleur dans un quotidien. Le journal avait également des intérêts dans la radio et, à partir de 1956, dans le nouveau média qu'était la télévision, faisant partie du consortium General Telecasters Victoria (GTV) et de sa chaîne de télévision GTV-9 (qui fait désormais partie du Nine Network).
Le 19 janvier 1957, après 110 ans, sept mois et 17 jours, The Argus imprimait son dernier numéro. Le journal a été abandonné et vendu au groupe Herald and Weekly Times (HWT), qui s'est engagé à réembaucher le personnel de The Argus et à poursuivre la publication de certains articles  , tout en attribuant des actions aux propriétaires britanniques. Les autres activités de presse et de radiodiffusion de la société n'ont pas été affectées 

## Éditeurs et écrivains notables
- Julian Howard Ashton (1877-1964), journaliste, écrivain et critique d'origine anglaise
- Hugh Buggy (1896-1974), journaliste/écrivain de football
- Edward S. Cunningham (1859-1957), éditeur 1906-1928
- Roy Curthoys (1892-1971), éditeur 1929-1935
- Frances Fitzgerald Elmes (1867-1919), journaliste féministe d'origine anglaise
- Frederick William Haddon (1839-1906), sous-éditeur anglo-australien en 1863, éditeur –
- Andrew Murray, éditeur en 1855 et 1856
- Charles Patrick Smith (1877-1963), journaliste
- Edward Oxford (1822-1900), écrivain et tentative d'assassinat de la reine Victoria.
- James Smith
- David Watterston
- Howard Willoughby
- Édouard Wilson
- Theodosia Ada Wallace, à partir de 1892 environ, elle écrivit une chronique sociale sous le nom de « Biddy BA ».
- Arnold Shore, critique d'art
- Frank Doherty, critique de théâtre